# Dzień Tatiany
Dzień Tatiany (ros. Татьянин день) – dzień upamiętniający powstanie Uniwersytetu Moskiewskiego w Rosji, obchodzony 25 stycznia jako "Dzień Studenta". Nazwa przywołuje pamięć męczennicy chrześcijańskiej św.  Tatiany z Rzymu, która oddała życie za wiarę w III wieku w Rzymie, podczas panowania cesarza Aleksandra Sewera.
12 stycznia?/23 stycznia 1755 cesarzowa Elżbieta podpisała dekret o utworzeniu Uniwersytetu Moskiewskiego, zgadzając się tym samym z petycją w sprawie jego założenia, wystosowaną przez Michaiła Łomonosowa i gorliwie popieraną przez Iwana Szuwałowa. W późniejszym czasie na terenie uniwersytetu wybudowana została cerkiew św. Tatiany, a Rosyjski Kościół Prawosławny ustanowił św. Tatianę patronką studentów. Odtąd też dzień ten jest hucznie obchodzony jako "Rosyjski Dzień Studenta".   
Po rewolucji 1917 roku święto zniesiono, ale w 1995 dokonano uroczystego otwarcia cerkwi św. Tatiany (po wielu latach została ponownie miejscem kultu), a w auli starego gmachu Uniwersytetu Moskiewskiego wręczono pamiątkowe nagrody im. hrabiego Iwana Szuwałowa i Michaiła Łomonosowa, którego nazwisko nosi ten najstarszy rosyjski uniwersytet.